# 船形山
船形山（ふながたやま）は、宮城県と山形県の県境にそびえる、奥羽山脈船形火山群の主峰となる火山である。別名は御所山（ごしょざん）。日本二百名山のひとつに数えられる。
一等三角点の名称は「舟形山」（北緯38度27分19.6347秒 東経140度37分11.4155秒 / 北緯38.455454083度 東経140.619837639度）で、標高は2010年（平成22年）10月1日に1,500.23 mから1,500.34 mに改められた。

## 概要
船形山は宮城県側で呼ぶ名である。北東側から山頂を向いたとき、緩い傾斜を急な崖が縁取るのが浮かぶ舟のように見えることから名付けられたとか、東から見たとき山頂が船底をひっくり返したような形をしていることから名付けられたとか言われる。一方、山形県側では御所山と呼ばれており、こちらは北西麓の尾花沢に伝わる伝説に由来する。その話では、承久の乱で佐渡島に流刑になり、佐渡島で没したと伝えられている順徳天皇が、実は佐渡島から脱出して尾花沢まで落ち延び、隠れ住んだ。山の名は天皇の居所、すなわち御所にちなむという。船形山を中心とする5つの峰（五所）が由来という説もある。
山頂付近には宮城県の仙台市青葉区（旧宮城郡）、加美郡加美町、同郡色麻町、および山形県の尾花沢市（旧北村山郡）の市区町境が集まり、主峰の周辺も含めると宮城県の仙台市泉区（旧宮城郡）、黒川郡大和町、山形県の東根市（旧北村山郡）の市区町境も集まるなど、4つの（旧）郡の境となってきた。

## 地形と地質

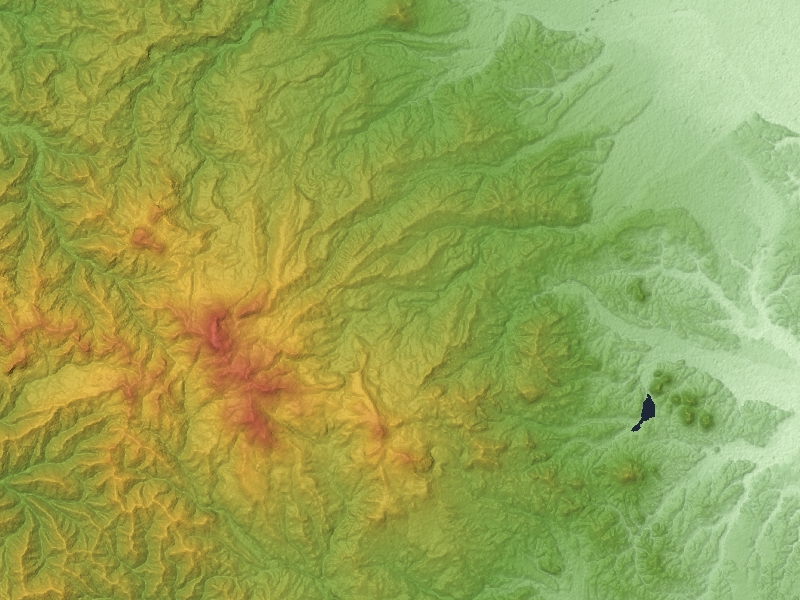
船形火山の地形図

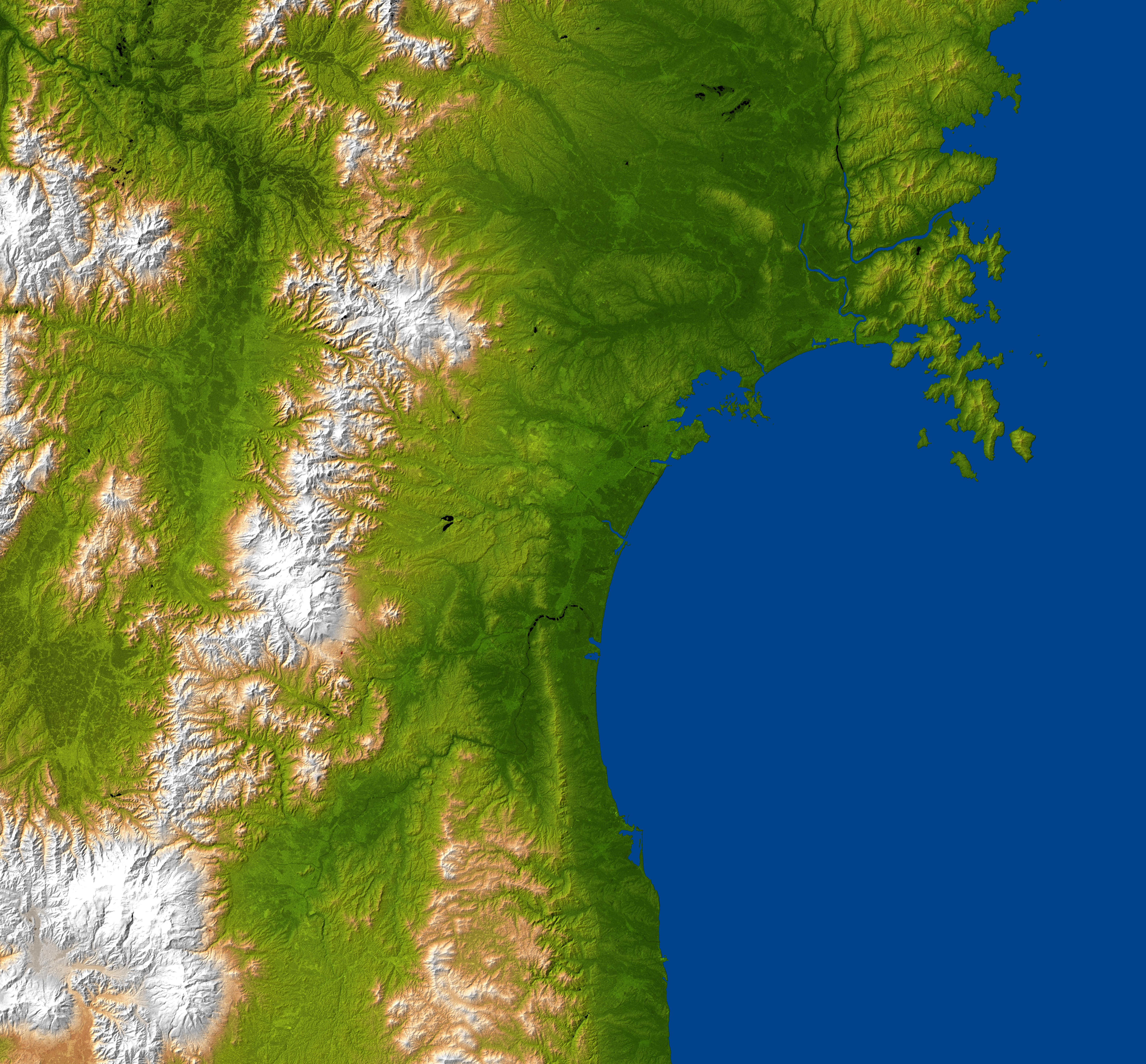
船形山周辺、蔵王連峰、仙台湾

船形山は船形火山群の主峰であり、周辺の山を含めて船形連峰と呼ばれ、またその連峰まで広く指して船形山と呼ぶこともある。船形連峰は、南北に走る奥羽山脈の背稜と、それに交差する東西の山並みからなり、広い範囲に数多い山を寄せた塊を呈する。最高点の船形山はその中で突出してはおらず、山頂をなかなか現さない奥深さが特長である。
船形連峰は奥羽山脈が海中から隆起した第三紀末から第四紀の初めに形成された。火山中軸から東側で標高800メートルから1000メートルの基盤は海底での火山活動から生まれたグリーンタフである。山脈ができた後の60万年から85万年前に、火山活動を繰り返して今の山体ができあがった。船形連峰の表面を覆うのはこのときの溶岩類・噴出物に由来する火山岩である。溶岩類は北と東に多く流れ、山頂から北と東10キロメートル余りにわたって各所に崖と地滑り地形を発達させた。

## 伝承と信仰
船形山は、分水嶺にあり、船形山を源流とする河川は流域を潤してきた。そのことから、古来より水神を祀る霊山として周辺部の住民に崇拝されており、山頂には船形山御所神社が建てられ、水上弁財天が祀られている。同社は船形山神社とも呼ばれるため、山麓にある式内社の船形山神社（舩形山神社、北緯38度27分45.2秒 東経140度40分48.2秒）と混同されて記載される場合があるが別の神社である。
テレビアニメ『まんが日本昔ばなし』にて放送された「船形山の権現さま」(1986年03月08日(昭和61年03月08日)放送)は船形山神社の女神さまである。
仙台市青葉区と山形県尾花沢市との境には「仙台カゴ」（北緯38度26分30.6秒 東経140度35分32.4秒 / 北緯38.441833度 東経140.592333度）、山形県尾花沢市と東根市との境には「最上カゴ」（北緯38度26分49.6秒 東経140度34分49.4秒 / 北緯38.447111度 東経140.580389度）と呼ばれる1200メートル級の峯が存在する。カゴとは加護を意味し、修験道の道場であった。船形山の周囲はかつては羽黒派の山伏による山岳修験が盛んに行われており、黒伏山（北緯38度26分49.7257秒 東経140度31分49.2833秒、黒伏山神社）、観音寺など山岳修験にちなむものが多く残っている。
朝比奈三郎伝説では松島湾を掘った土で造ったとされる。

## 自然

### 植物
船形山一帯は、後述の伐採が進むまで、標高が400メートルから500メートルくらいが人為的に形成されたナラ、アカマツ、クリの雑木林、1300か1400メートルくらいまでがブナを主とする天然林、それ以上が灌木や草が生える高山帯であった。
中間部では、400、500メートルから900メートルまでがブナ・ミズナラ林、900メートルから1400メートルくらいがブナだけの林である。それに稜線ではヒメコマツとネヅコが入る。雪が多いため天然の針葉樹林はないが、人工林は別である。
ブナ林の上限は高いところで1400メートル、山頂が低いところでは1200メートルくらいになり、その上は高山性の植生となる。まず矮小なブナとミヤマナラ、さらにアズキナシ、ハウチワカエデ、コシアブラといった灌木が茂り、その上にハイマツ地帯がある。ハイマツに覆われないところは、高山草原、つまりお花畑となる。

### 動物
哺乳類ではツキノワグマ、ニホンザル、テン、ムササビ、リス、ニホンカモシカ、ウサギが多い。これらは船形山の範囲をはるかにこえて人里に降りてくることもある。

### 開発と自然保護
船形山は集落から離れた奥山で、運送難から20世紀半ばまで人の利用の対象にならず、自然のままに育った原生的なブナの森が広がっていた。周辺には、山形県が1951年（昭和26年）に御所山県立自然公園を指定し、宮城県も1962年（昭和37年）側に約4万ヘクタールの広大な県立自然公園船形連峰を指定した。これに続き1966年（昭和41年）に周辺7町村が、山頂付近で奥羽山脈を横断する観光道路の建設を提唱して船形連峰御所山開発促進既成同盟会を作った。この計画は、南の蔵王連峰や北の栗駒山と比べて観光的価値が低いこともあって、実現しなかった。
船形山のブナ林は大部分国有林で、1965年（昭和40年）頃から林野庁が山奥まで林道を張り巡らせてブナ林を伐採し、急速に縮小した。伐採地に植えられたスギやカラマツは育たず、天然更新を待つとして事実上放置され笹地になるところが多かった。1985年（昭和60年）4月に周辺の住民が結成した「船形山のブナを守る会｣によれば、結成時点でかつてのブナ林の3分の2が消滅していたという。21世紀に入る頃に伐採は止み、破壊された森は再生に向かっている。

## 登山
山容や標高は傑出したところはないが、比較的深山であること、仙台市に近いことが魅力となって、多くの登山者をひきつけている。
山頂に山小屋（船形山小屋）がある。また、山形側に御所山荘、大沢小屋（尾花沢市）、柳沢小屋（東根市）、宮城側に升沢小屋（大和町）、鳴渓小屋（加美町）、かつては定義コース（廃道）分岐に仙交小屋が存在した。
船形山には多様なアクセス方法がある。代表的なものは下記の通り（カッコ内は出発地）
- 小野田コース（加美町）：鳴渓小屋 - 鏡ヶ池 - 色麻コース分岐 - 山頂
- 色麻コース（色麻町）：大滝キャンプ場 - 湯谷地 - 小野田コース分岐 - 山頂
- 升沢コース（大和町）：旗坂キャンプ場 - 三光の宮 - 升沢小屋 - 山頂
- 泉ヶ岳コース（仙台市泉区）：泉岳少年自然の家 - 泉ヶ岳 - 北泉ヶ岳 - 三峰岳 - 横川コース分岐 - 蛇ヶ岳 - 山頂
- 横川コース（仙台市青葉区）：横川登山口 - 後白髪山 - 泉ヶ岳コース分岐 - 蛇ヶ岳 - 山頂
- 尾花沢コース（尾花沢市）：御所山荘 - 落合 - クラビコース - クラビキャンプ場 - 山頂
- 観音寺コース（東根市）：柳沢小屋 - 観音寺登山口 - 栗畑 - 仙台カゴ前 - 仙交小屋跡 - 山頂

## 参考画像

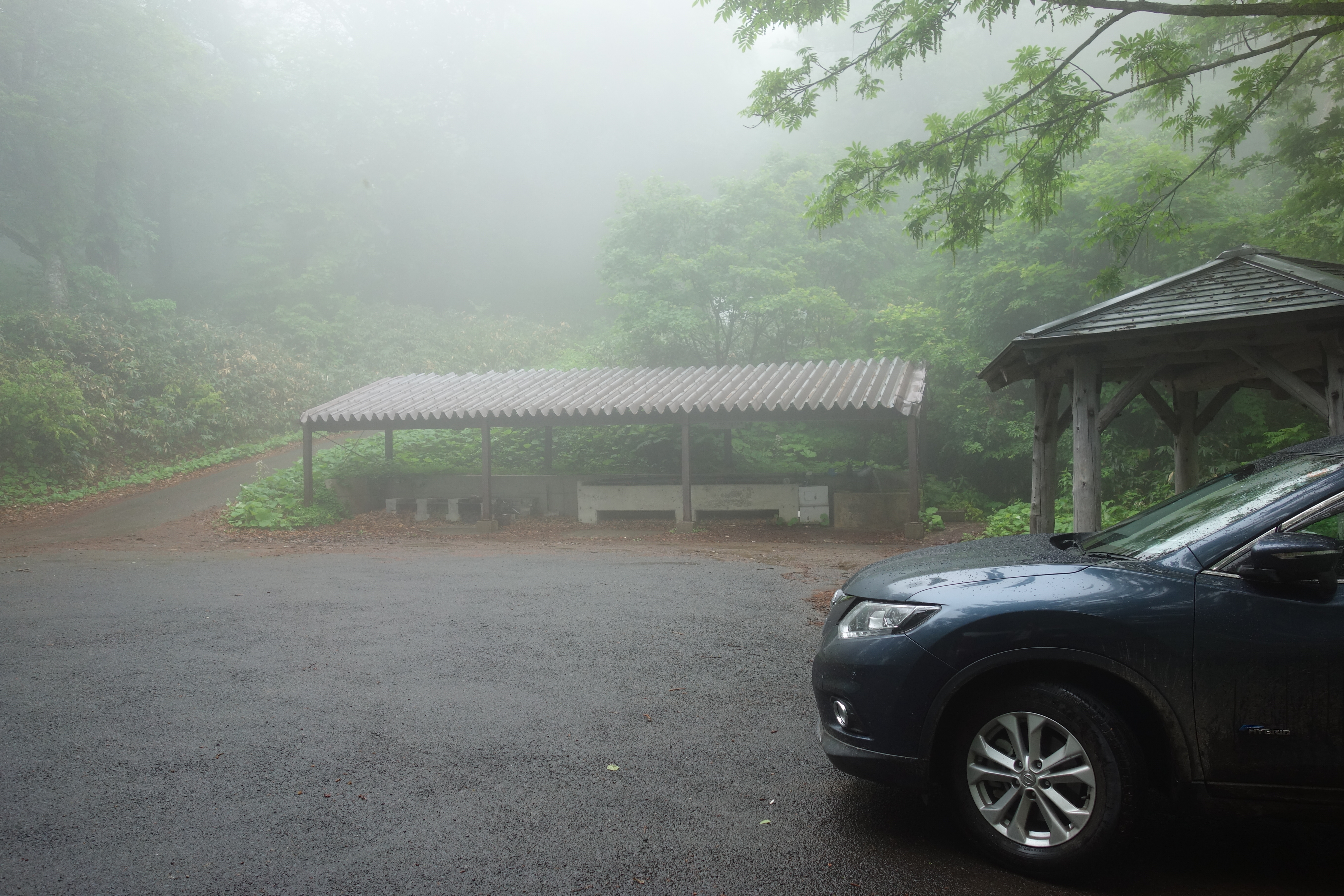
大滝キャンプ場
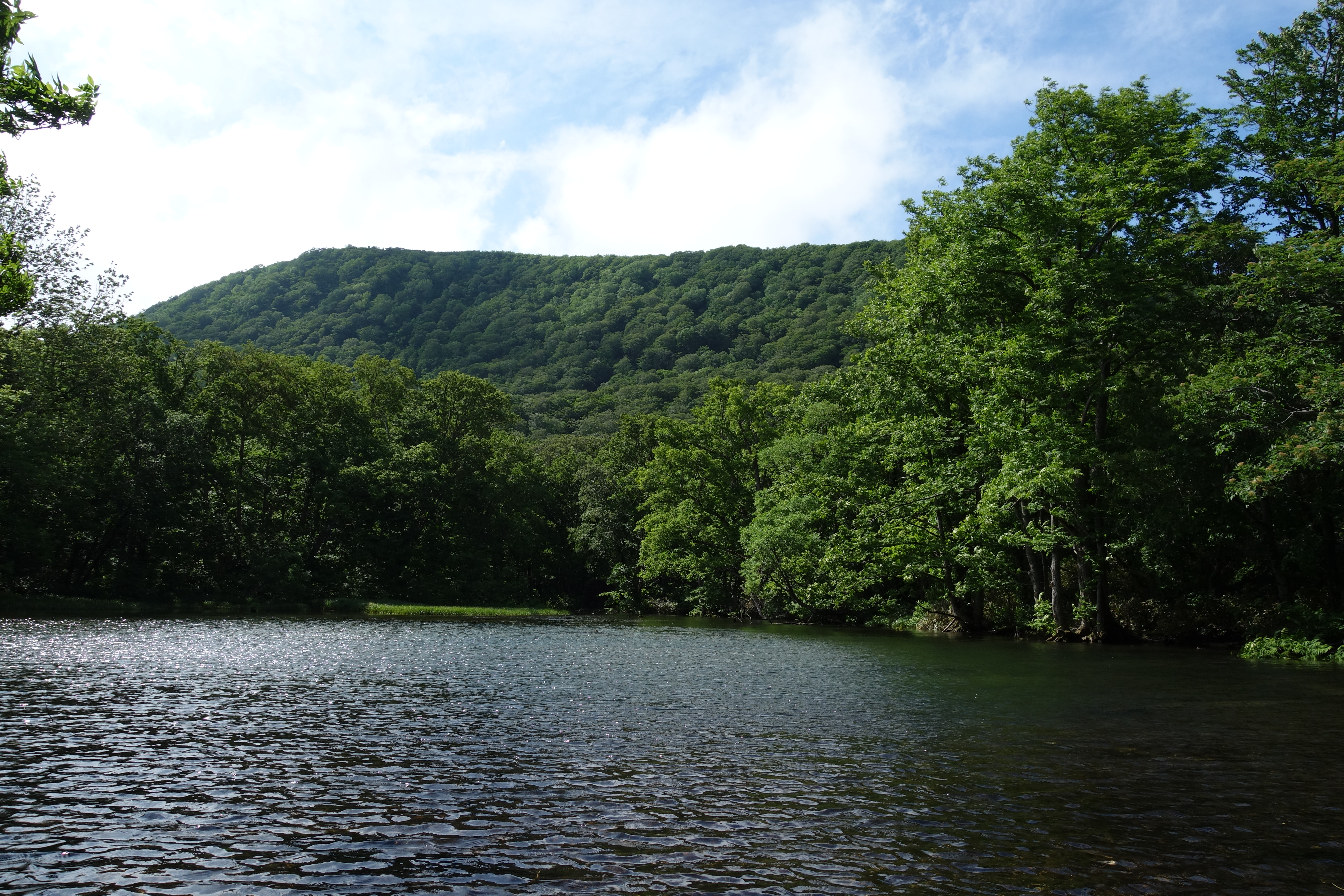
鈴沼から見た前船形山
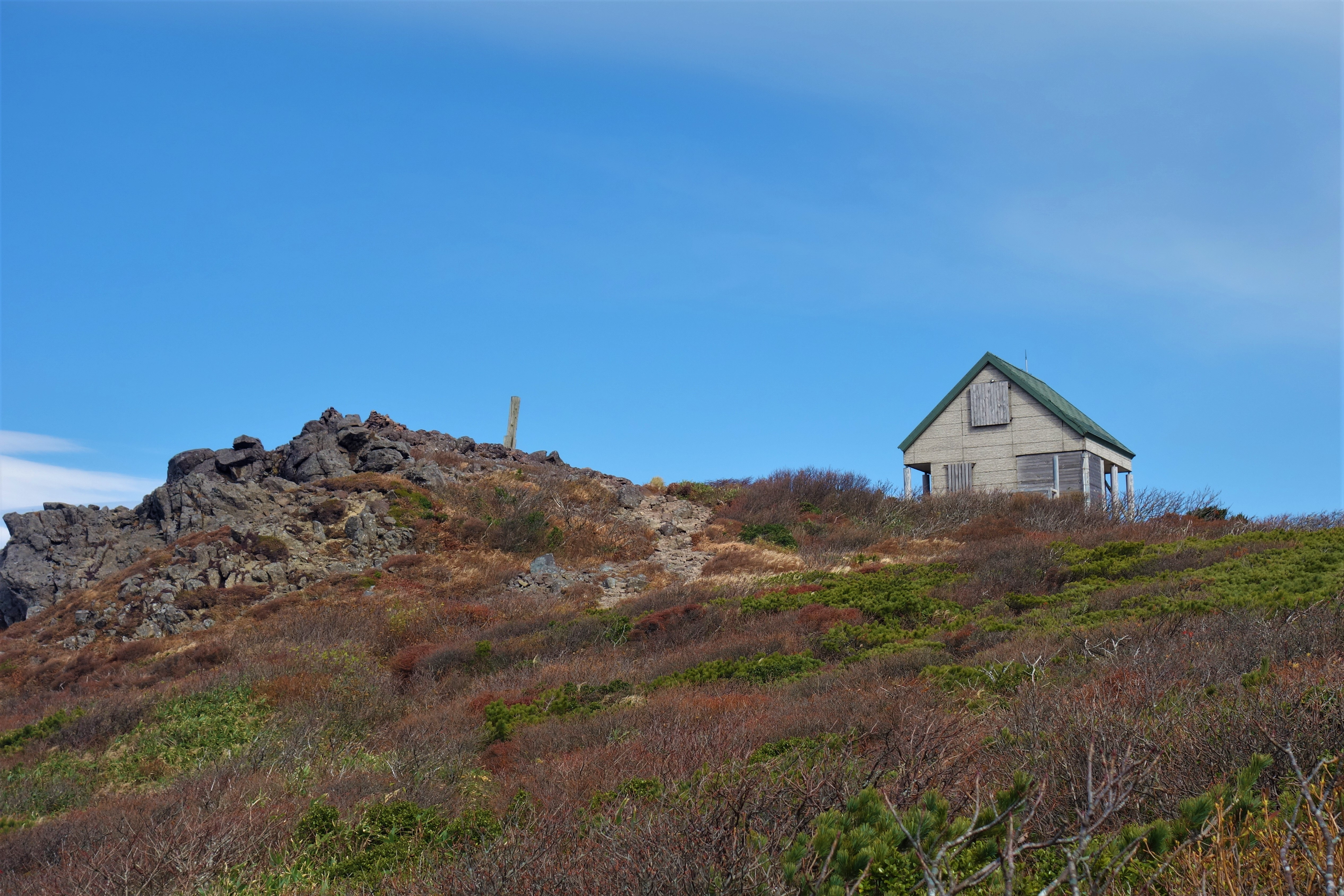
船形山山頂と避難小屋
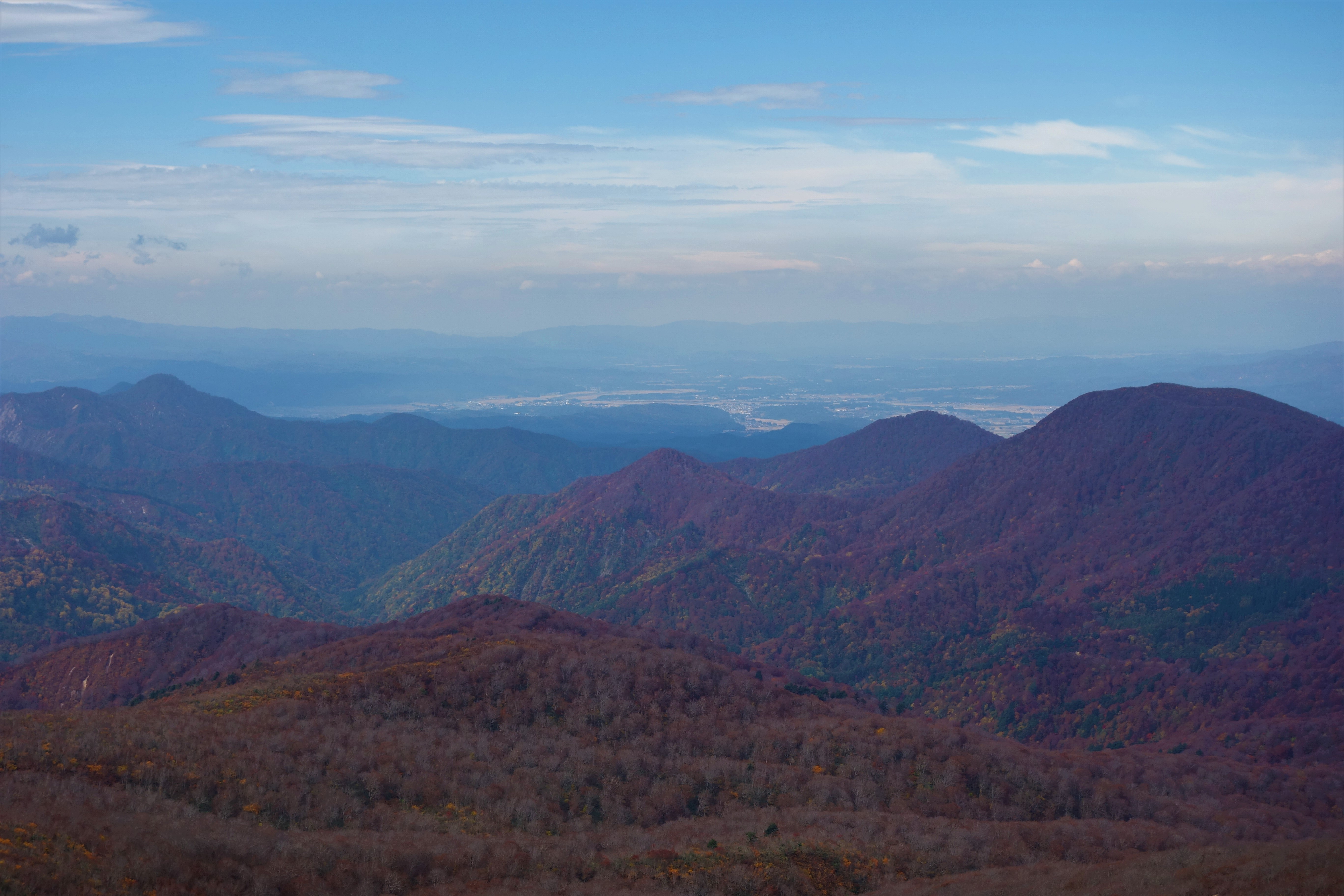
船形山から尾花沢盆地
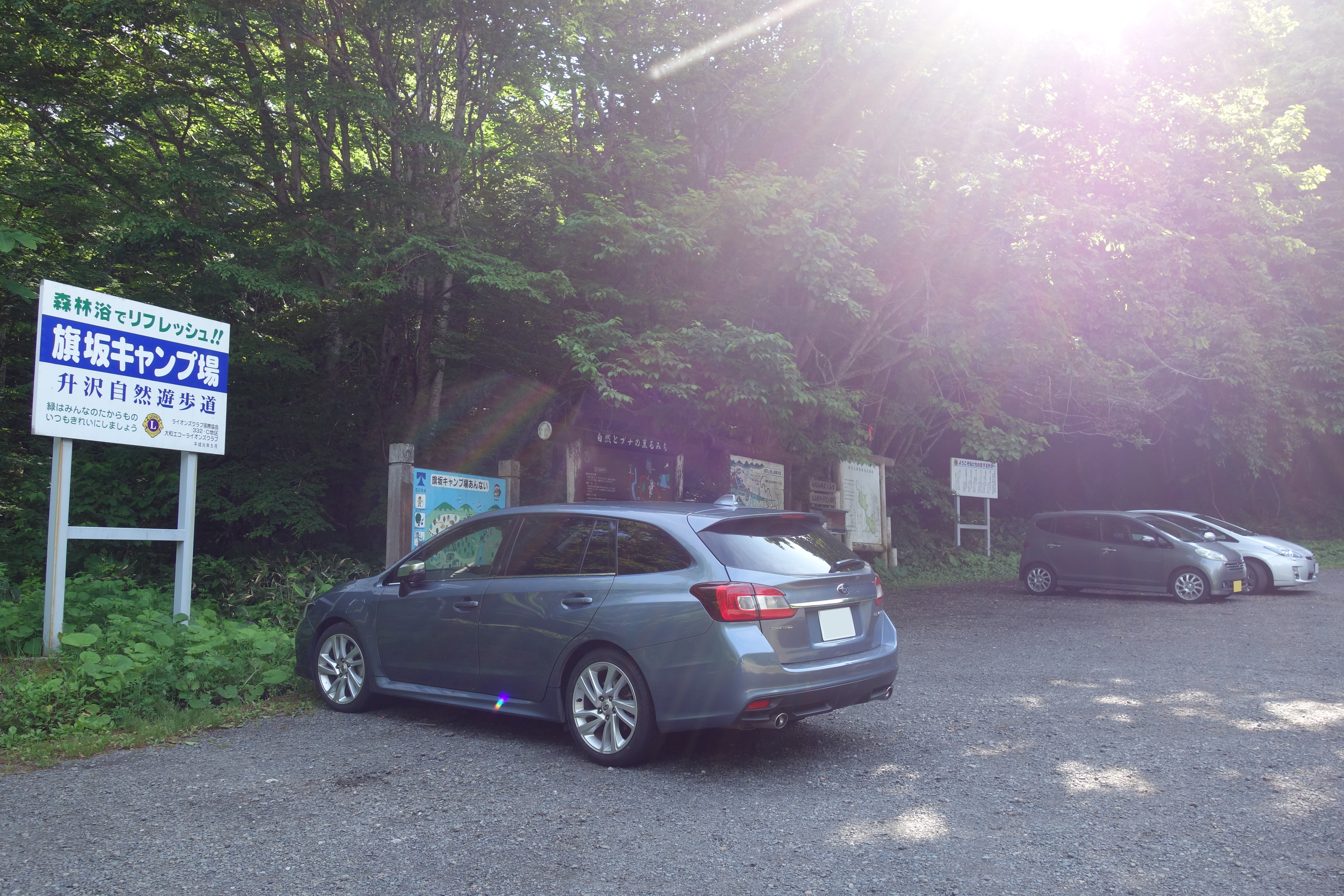
旗坂キャンプ場
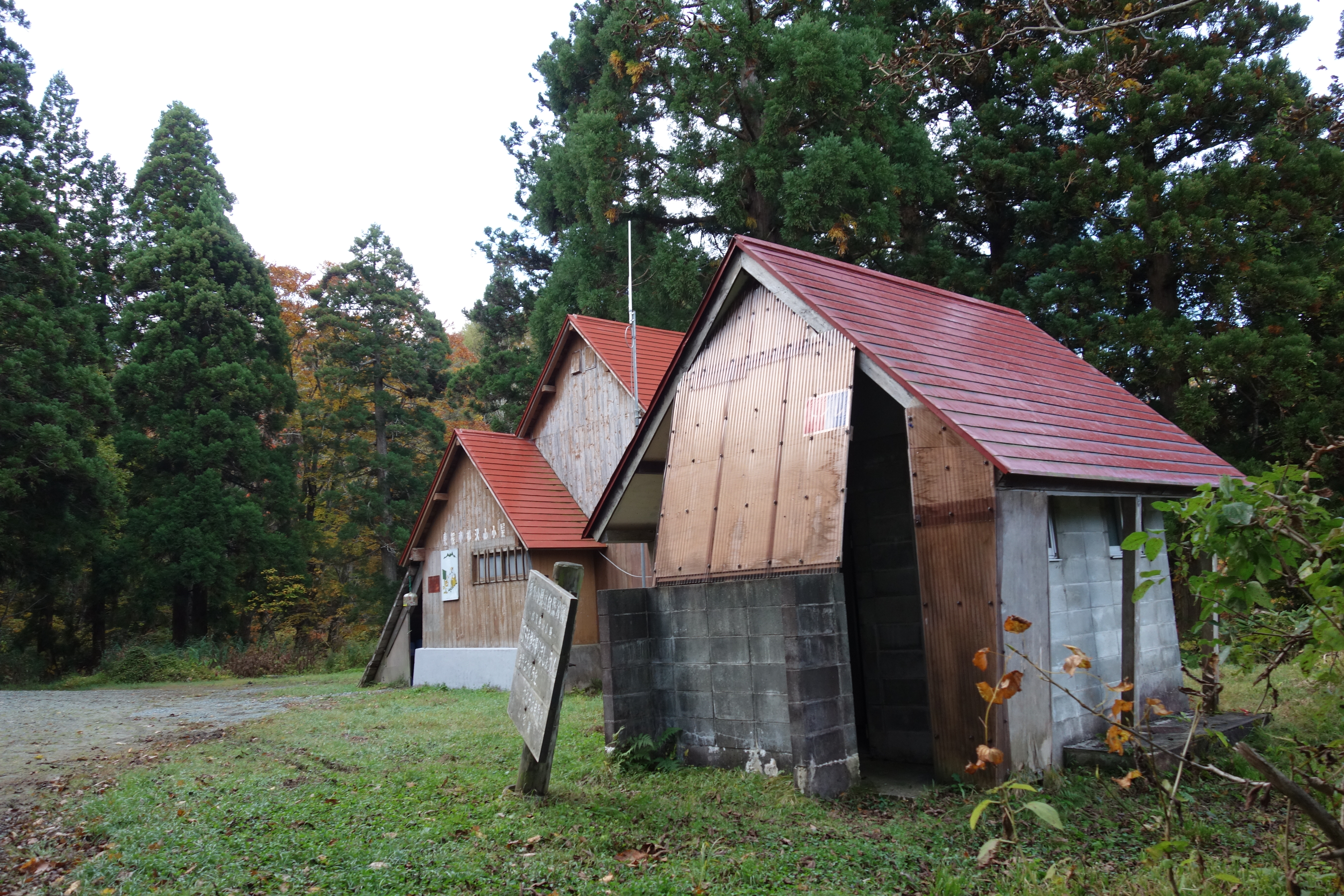
柳沢小屋
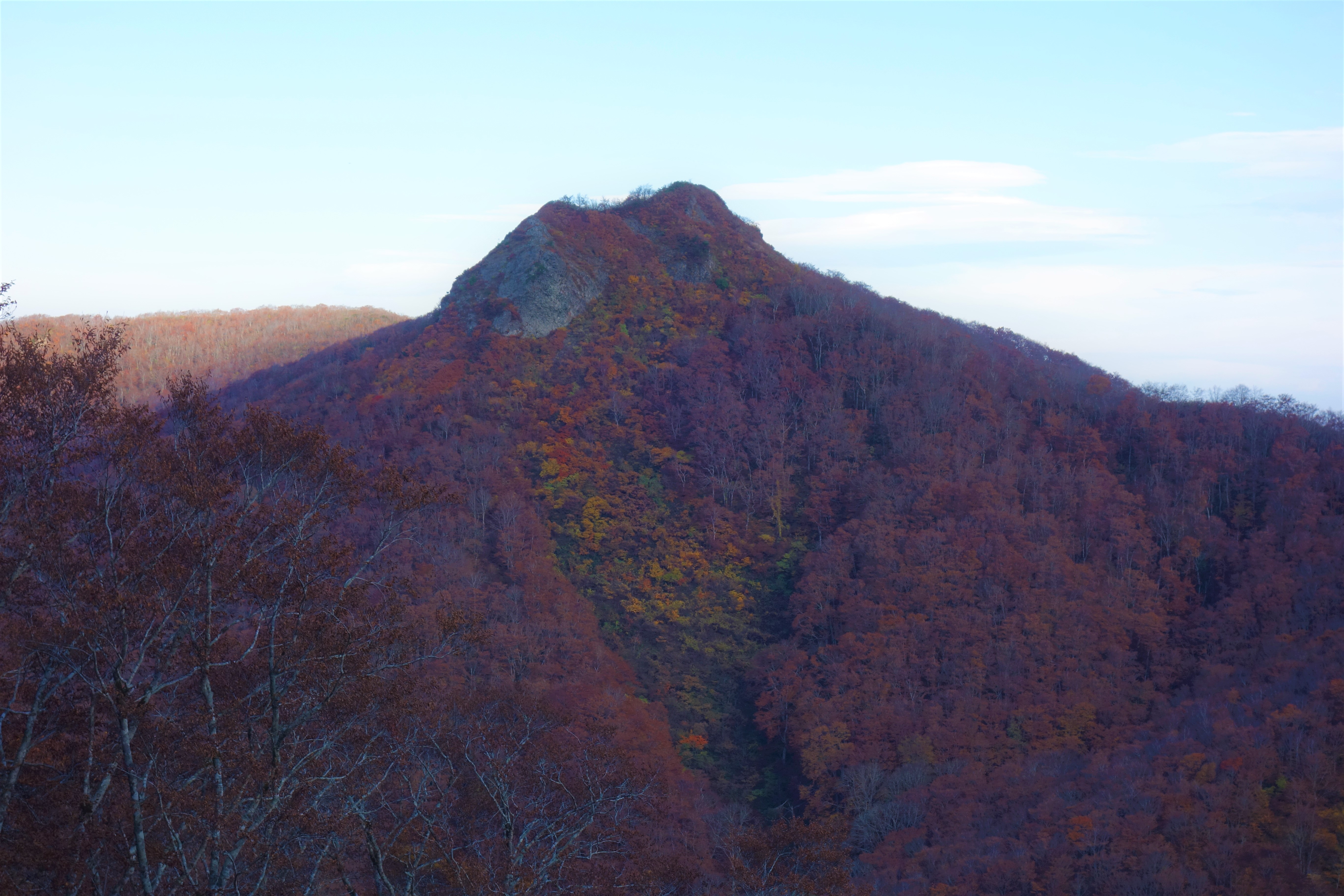
最上カゴ
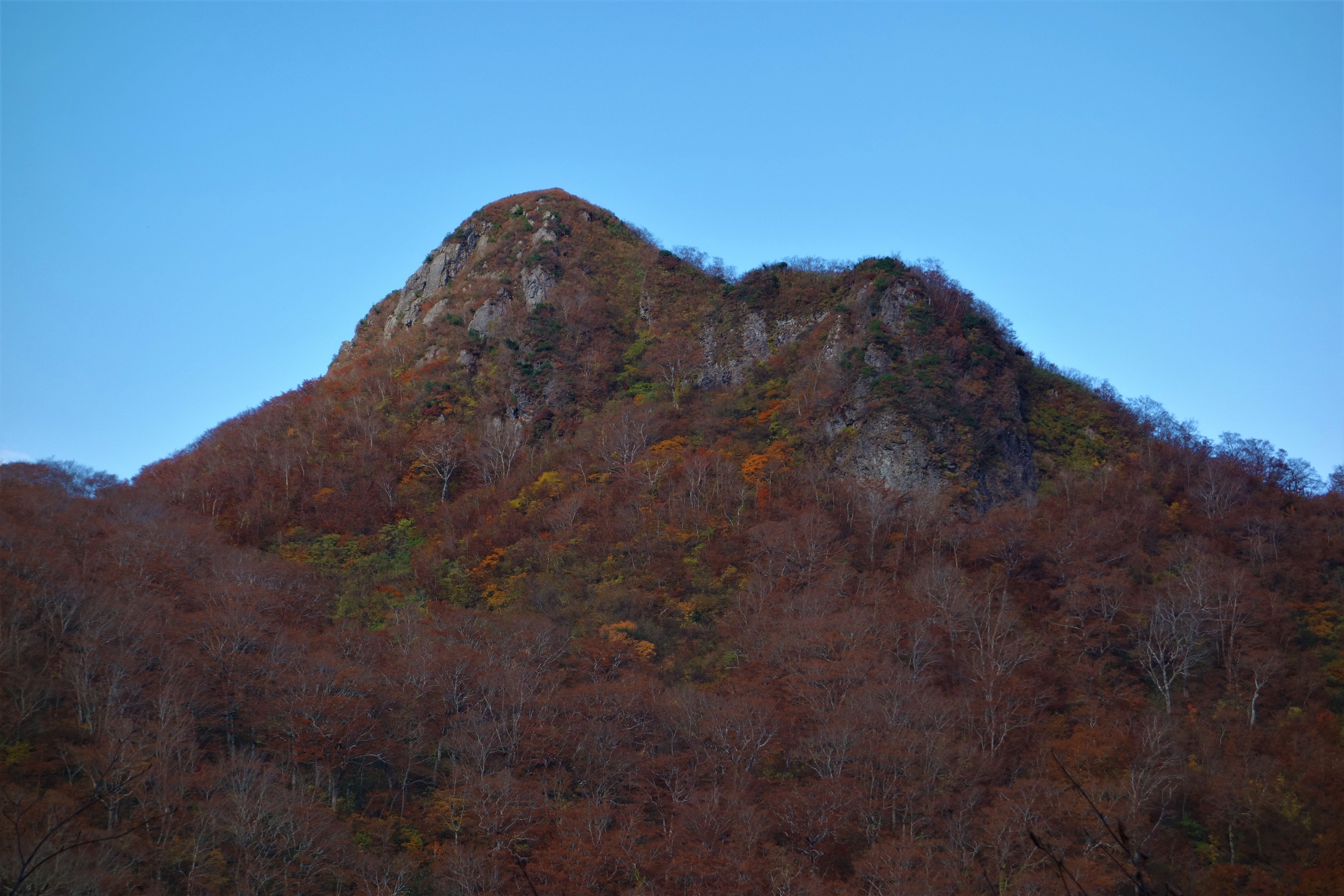
仙台カゴ
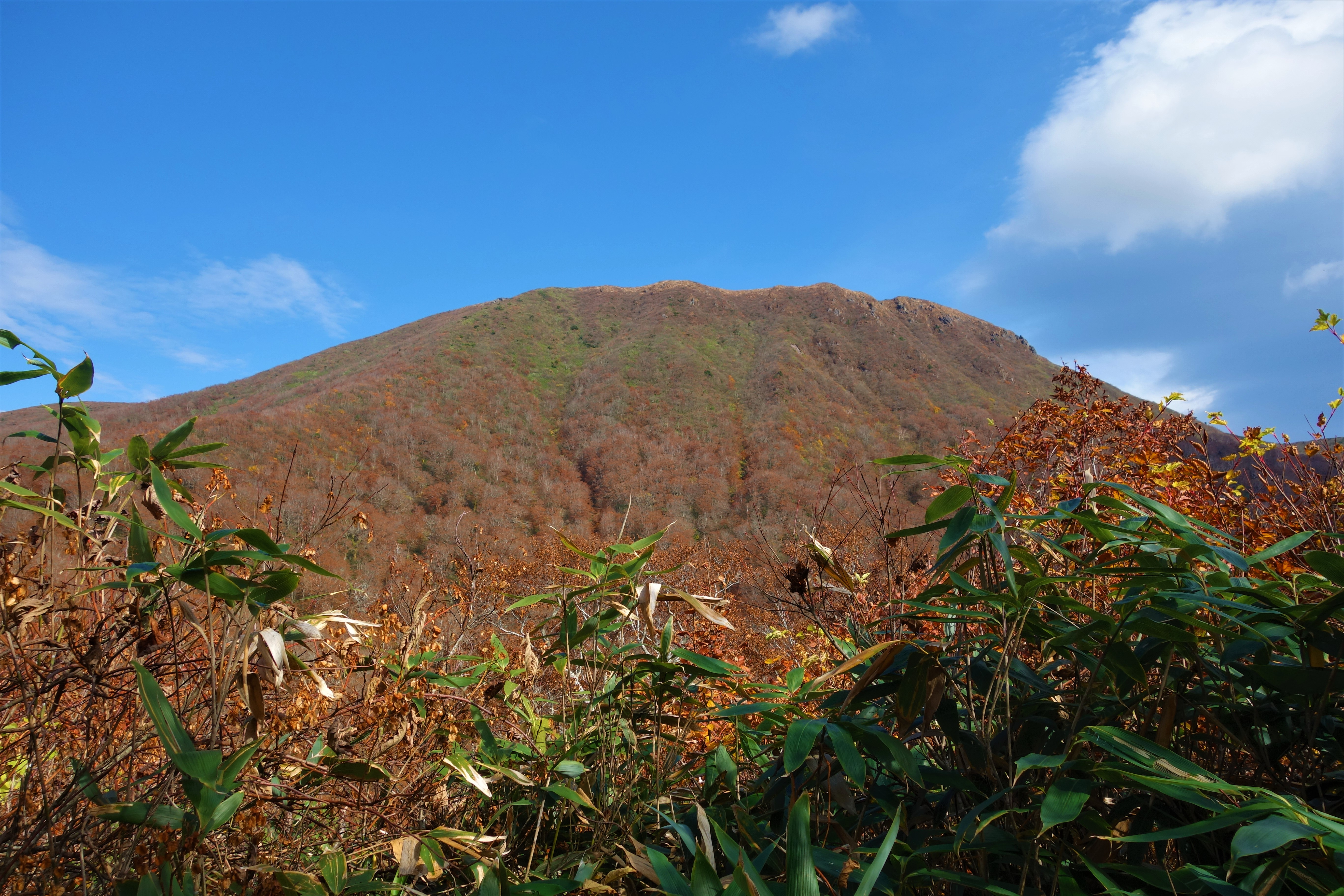
観音寺コースからの船形山
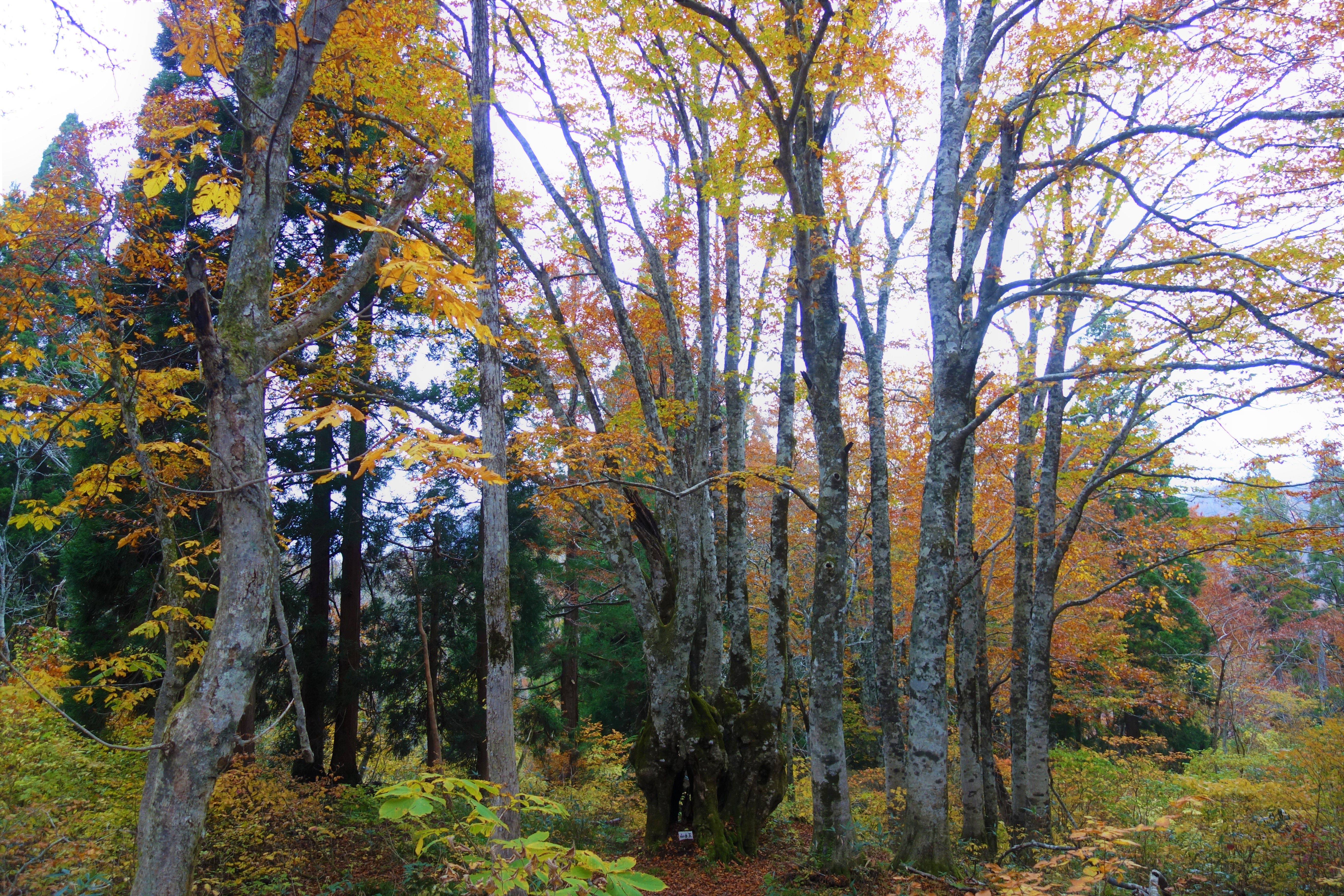
船形山のブナ林（山の王）

## 人が関わる年表
- 1951年（昭和26年） - 山形県が御所山県立自然公園を指定。
- 1962年（昭和37年）11月1日 - 宮城県が県立自然公園船形連峰を指定。
- 1984年（昭和49年） - 深田クラブが日本二百名山に船形山を選んだ。
- 1988年（昭和55年） - 環境庁が『日本の重要な植物群落』（特定植物群落）の一つに「船形山の原生林」を挙げた。